# زمین‌لرزه ۱۹۸۸ سگنی
زمین‌لرزه سگنی  در تاریخ ۲۵ نوامبر ۱۹۸۸ میلادی، برابر با ‎۴ آذر ۱۳۶۷، ساعت ۲۳:۴۶:۰۴ به زمان یوتی‌سی در کانادا ، منطقه کبک رخ داد. ژرفای این زلزله ۲۸٫۹ کیلومتر بود، و بزرگی آن ۵٫۸ در مقیاس Mw و بیشینهٔ شدت آن در مقیاس مرکالی VII (Very Strong) اعلام شده‌است. زمین‌لرزه به وقت محلی در روز جمعه، ساعت ۱۸ روی داده و منطقه زمانی آن یوتی‌سی -۵ بوده‌است (با لحاظ تغییر ساعت تابستانی).
سازمان زمین‌شناسی آمریکا نیز رومرکز این زمین‌لرزه را در مختصات ۴۸°۰۷′۰۱″شمالی ۷۱°۱۰′۵۹″غربی / ۴۸٫۱۱۷°شمالی ۷۱٫۱۸۳°غربی و ژرفای آنرا در ۲۸ کیلومتر گزارش کرده‌است. بزرگی برگزیدهٔ این سازمان از میان بزرگیهای محاسبه‌شدهٔ مختلف ۵٫۹ در مقیاس Mw بوده و از دید اثر، در میان چهار دسته‌بندی «نامحسوس»، «محسوس»، «زیان‌آور» یا «با تلفات»، زلزله را «زیان‌آور» اعلام کرده‌است.
پروژهٔ «تنسور گشتاور مرکزوار» زاویه‌های (راستا، شیب، ریک) گسل سازندهٔ زمین‌لرزه و صفحه عمود بر آنرا (°۱۸۹، °۳۹، °۱۳۵) یا (°۳۱۷، °۶۴، °۶۰) و نوع گسل را «معکوس» فرارسانده‌است.